# 俄羅斯郵票

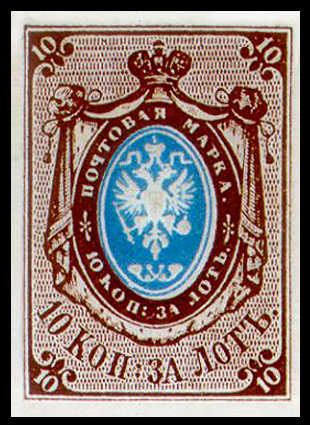
俄羅斯帝國的首張郵票

俄羅斯郵票包括了俄羅斯帝國、蘇聯、俄羅斯聯邦發行的郵票。俄羅斯首次發行郵票是在1857年，而俄羅斯郵政也是萬國郵政聯盟的創始成員之一。1913年，俄羅斯發行了本國首套紀念郵票，紀念羅曼諾夫王朝創立300週年。在俄國革命及內戰時期，俄國各地郵政體系混亂，許多地方發行了自己的郵票。而郵票也在內戰時的部分地區作為貨幣使用。1923年，蘇聯發行了首套郵票。

## 外部連結
- Russian postal history（页面存档备份，存于）
- Free Russian Stamp Catalogue（页面存档备份，存于）
- Stamps, revenues, perfins and more from Imperial Russia, RSFSR and USSR（页面存档备份，存于）
- Russian stamp forgeries（页面存档备份，存于）
- （页面存档备份，存于）